# Conchylia canescens
Conchylia canescens là một loài bướm đêm trong họ Geometridae.